# مجزرة رداع (2024)
مجزرة رداع أو تفجيرات رداع هي تفجيرات نفذتها جماعة أنصار الله الحوثيين في منازل مواطنين في حارة الحفرة في مدينة رداع التابعة لمحافظة البيضاء اليمنية، صباح يوم الثلاثاء الموافق 19 آذار/مارس 2024.

## خلفية الحدث
نفذ أحد أهالي قرية الحفرة كميناً مسلحاً في يوم الاثنين (السابق للمجزرة) أدى إلى مقتل شقيق مشرف الحوثيين في المنطقة وشخص آخر، وجرح اثنين آخرين. خرجت دورية أمنية تابعة لجماعة الحوثيين إلى مسكن المتهم للقبض عليه. وتداولت وسائل إعلام محلية دوافع الكمين بكونه ثأر نفذه أحد المواطنين انتقاما لمقتل شقيقه قبل حوالي عام برصاص مرافقي المشرف في نقطة تفتيش تابعة للحوثيين أثناء نقله حمولة قات إلى محافظة عدن.

## المجزرة
لم تعثر الدورية الأمنية التابعة للحوثيين على منفذ الكمين، فزرعت متفجرات شديدة الانفجار في منزله، وزرعوا شبكة ألغام واسعة في أركان المنازل وقاموا بتفجيرها مع الهتاف بشعار الصرخة ضد أمريكا وإسرائيل، كما نفذوا حملة اقتحامات للمنازل واعتقالات واسعة للمواطنين. أدى التفجير إلى تهدم منزل المطلوب أمنياً بشكل كامل وخمسة منازل مجاورة على رؤوس ساكنيها وتضررت منازل أخرى، ما تسبب بسقوط ضحايا مدنيين.

## الضحايا
ذكرت وكالة الأنباء الصينية شينخوا أن عدد القتلى بلغ 16 بينهم 9 من أسرة واحدة، في حين أصيب آخرون بجروح معظمهم من النساء والأطفال، نتيجة تفجير الحوثيين لعدة منازل لمواطنين، وذكرت مصادر أخرى ارتفاع العدد إلى أكثر من 30 قتيلا ومفقود.

## ردود أفعال
اعترفت جماعة أنصار الله الحوثيين بالحادثة، دون تفاصيل، ووعدت بمحاسبة المسؤولين لما اعتبرته "خطأ" وأفعال فردية غير مسؤولة "باستخدام القوة بشكل مفرط وغير قانوني". في حين أدان مجلس الشورى اليمني وناشطون ومنظمات حقوقية التفجير الذي يرفع إحصائية المنازل التي فجرها الحوثيون في نفس المحافظة إلى 118 منزلاً، من إجمالي 731 منزل فجره الحوثيون، بحسب تقرير صادر في ديسمبر 2023.
أدانت وزارة حقوق الإنسان اليمنية الحادث ودعت مبعوث الأمم المتحدثة لإدانته وحماية المدنيين ووجه رئيس مجلس القيادة الرئاسي بجبر ضرر العائلات واعتماد رواتب لضحايا الجريمة بوصفهم شهداء، ورعاية المصابين. استجابت بعثة الاتحاد الأوروبي إلى اليمن وعبرت عن صدمتها من الحادث وطالبت بالتحقيق ومحاسبة المسؤولين.